# کارن فریمن-ویلسون
کارن ماری فریمن-ویلسون (زادهٔ ۲۴ اکتبر ۱۹۶۰) وکیل، قاضی پیشین و سیاستمدار آمریکایی است که از سال ۲۰۰۰ تا ۲۰۰۱ به‌عنوان دادستان کل ایندیانا و از ۲۰۱۲ تا ۲۰۱۹ به‌عنوان شهردار گری، ایندیانا خدمت کرد.

## زندگی و تحصیلات اولیه
فریمن-ویلسون در گری، ایندیانا متولد و بزرگ شد. او مدرک کارشناسی هنر را از دانشگاه هاروارد و مدرک دکترای حقوق را از مدرسه حقوق هاروارد دریافت کرد.

## حرفه
فریمن-ویلسون از سال ۱۹۹۵ تا ۲۰۰۰ به‌عنوان قاضی دادگاه شهر گری خدمت کرد.

### دادستان کل ایندیانا
در سال ۲۰۰۰، فرماندار فرانک اوبانون او را به‌عنوان دادستان کل ایندیانا منصوب کرد.
به‌عنوان دادستان کل وقت، فریمن-ویلسون در انتخابات ۲۰۰۰ برای این سمت نامزد شد اما به استیو کارتر جمهوری‌خواه باخت. حسابرسان ایالتی بعداً دریافتند که او در طول یازده ماه دوره‌اش بیش از ۷۰۰٬۰۰۰ دلار کمک‌هزینه را بدون تأیید فرماندار و سازمان‌های مربوطه صادر کرده است. هیئت حسابرسی ایالت ایندیانا در گزارش سالانهٔ خود در سال ۲۰۰۱ این موضوع را کشف کرد و اعلام کرد که فریمن-ویلسون این کمک‌هزینه‌ها را از ۱٫۳۹ میلیون دلاری که ایندیانا به‌عنوان بخشی از توافق‌نامهٔ ملی تنباکو دریافت کرده بود، اختصاص داده است. از جمله این دریافتی‌ها یک کمک‌هزینهٔ ۵۰۰٬۰۰۰ دلاری به ائتلاف بهداشت اقلیت‌های ایندیانا بدون تأیید فرماندار بوده است. فریمن-ویلسون اذعان کرد که اشتباهاتی رخ داده است. او در مصاحبه‌ای با رسانه ایندیاناپولیس استار گفت: من قصد ندارم آقای کارتر را نقد کنم و فکر نمی‌کنم او هم باید مرا نقد کند.

### فعالیت در بخش غیرانتفاعی
پس از ترک سمت، فریمن-ویلسون به‌عنوان مدیرعامل سازمان غیرانتفاعی انجمن ملی دادگاه‌های مواد مخدر شروع به فعالیت کرد، جایی که در راه‌اندازی یک کارآزمایی بالینی برای بررسی راه‌های درمان احتمالی برای اعتیاد به مت‌آمفتامین در دادگاه مواد مخدر گری نقش داشت. (در آن زمان، یک شرکت برای یک روش درمانی تا ۱۵٬۰۰۰ دلار دریافت می‌کرد و درآمد حاصل بین پزشک تجویزکننده و این شرکت تقسیم می‌شد، درحالی‌که هنوز کارآزمایی‌های بالینی و تأییدیه انجمن سلامت آمریکا را نداشت) آزمایش‌های بالینی بعدی نشان دادند که روش درمانی مذکور یک درمان مؤثر برای اعتیاد نیست. در ژوئیه ۲۰۰۷، شرکت متقلب که پروتکل درمانی اشتباه را برای درمان اعتیاد به مت‌آمفتامین ارائه می‌کرد و متعلق به ترن پیسر بود، کلاهبردار شناخته شد و محکوم شد. بعدها این شرکت فریمن-ویلسون را به هیئت‌مدیرهٔ خود منصوب کرد. سایر مناصب فریمن-ویلسون شامل مدیر اجرایی مؤسسه ملی دادگاه‌های مواد مخدر و مدیر کمیسیون حقوق مدنی ایندیانا بوده است. فریمن-ویلسون از سال ۱۹۹۵ تا ۲۰۰۶ به‌عنوان مشاور حقوقی انجمن توسعه شهری گری فعالیت کرد.

### شهردار گری
در آوریل ۲۰۱۱، رودی کلی اعلام کرد که به دلیل ابتلا به سرطان پروستات از رقابت برای انتخاب مجدد کناره‌گیری می‌کند و از کارن فریمن-ویلسون حمایت کرده و از طرفدارانش خواست به او رأی دهند. در ماه مه ۲۰۱۱، فریمن-ویلسون در انتخابات مقدماتی حزب دموکرات برای شهرداری گری پیروز شد. او پیش‌تر در سال‌های ۲۰۰۳ و ۲۰۰۷ برای این سمت نامزد شده بود، اما به اسکات ال. کینگ و رودی کلی باخته بود. با توجه به گرایش‌های سیاسی گری، او در انتخابات عمومی یک نامزد قدرتمند محسوب می‌شد. او با کسب ۸۷ درصد آرا در انتخابات پیروز شد و به‌عنوان نخستین شهردار زن شهر انتخاب شد. فریمن-ویلسون و تیم انتقالی او برنامه‌ای را برای گری تدوین کردند که شامل بهبود ایمنی عمومی، توسعه اقتصادی و بهبود ظاهر و تصویر شهر بود.
در دوران تصدی او به‌عنوان شهردار، فریمن-ویلسون در یک قسمت از برنامه رئیس مخفی که در ۲۱ دسامبر ۲۰۱۶ پخش شد، حضور یافت. در این قسمت، او با ظاهری مبدل به‌عنوان زنی با موهای بلند و لهجه جنوبی از نشویل، تنسی ظاهر شد. این قسمت به چالش‌های مربوط به دستمزد و زیرساخت‌ها در شرایط بودجه محدود گری پرداخت و به شهردار اجازه داد راه‌هایی برای بهبود شرایط کاری ارزیابی کند. برخلاف قسمت‌های دیگر که در آن‌ها مدیران از بودجه سازمان برای ارائه هدایا استفاده می‌کردند، او برای تأمین این هدایا و سرمایه‌گذاری‌ها از کمک‌های شخصی، کمک‌های خصوصی و بودجه‌بندی استراتژیک بهره برد.
فریمن-ویلسون در انتخابات مقدماتی شهرداری در ماه مه ۲۰۱۹ از جروم پرینس شکست خورد و برای سومین دوره انتخاب نشد. از آنجا که در انتخابات عمومی نوامبر نامزد دیگری حضور نداشت، پرینس در ۱ ژانویه ۲۰۲۰، دو روز پس از سوگند یاد کردن، رسماً به‌عنوان بیست و یکمین شهردار شهر جانشین او شد.